# Jacques Frémontier
Jacques Frémontier (8 de mayo de 1930 - 7 de abril de 2020) fue un periodista y productor de televisión francés. 

## Biografía
Jacques Frémontier, nacido Friedman, provenía de una familia judía de comerciantes de los cuales era el único hijo. Su padre se especializó en ventas por correo a crédito. Creció en la Rue du Temple en el Marais, París. Durante Vichy France y Ocupación, su familia escapó a Villeneuve-sur-Lot para evitar la legislación antijudía de Vichy.
Después de la liberación de París, Frémontier ingresó al Lycée Louis-le-Grand. Luego asistió a Sciences Po y la École nationale d'administration, que dejó después de dos años. 
Frémontier comenzó a trabajar para L'Express en 1954, donde escribió secciones dedicadas a la literatura, el cine y el teatro. Luego se fue a Franc-Tireur, donde cubrió la actividad del Parlamento francés. El periódico fue comprado por Cino Del Duca en 1957, lo que provocó que Frémontier se uniera a Paris-Jour, donde fue nombrado editor en jefe de noticias políticas. Se desempeñó como editor en jefe de Paris-Presse desde 1961 hasta 1965, y luego regresó a Paris-Jour como director. Siguió de cerca los acontecimientos del 68 de mayo y detalló las acciones de los huelguistas en el periódico. Dejó la vida periodística en 1969. 
En 1969, Frémontier se unió a la Office de Radiodiffusion Télévision Française (ORTF) gracias a su amistad con líderes como Jacques-Bernard Dupont, Claude Contamine y Jacques Thibaud. Produjo la serie Vivre aujourd'hui de 1970 a 1973, donde trabajó con periodistas como Daniel Karlin, Michel Pamart, Paul Seban y Marcel Trillat. Luego produjo el conjunto Vivre con algunos de sus antiguos colaboradores. 
Frémontier a menudo pidió una televisión pública abierta y democrática, apoyando las creencias del Partido Comunista francés, del cual era miembro. En 1975, publicó el libro Vive la Télévision, Messieurs!, en el que escribió sobre sus experiencias en la producción de programas de televisión. 
Realizó una encuesta sociológica, titulada La Forteresse Ouvrière: Renault, que realizó en la fábrica de Renault en Boulogne-Billancourt. Fue publicado en 1971. Completó su tesis doctoral en 2000, supervisada por Nancy L. Green, y titulada Les Juifs communistes en France depuis 1945 : essai d'histoire orale.
Frémontier se casó con Michèle Lagneau, que era Caballero de la Legión de Honor, en 1997. Murió el 7 de abril de 2020 a la edad de 89 años debido a COVID-19.

## Libros
- La Colonie (1967)
- La Forteresse ouvrière : Renault (1971)
- Vive la télévision, Messieurs! (1975)
- Portugal, Les points sur les i (1976)
- La Vie en bleu, Voyage en culture ouvrière (1980)
- Pied de guerre (1982)
- Les Cadets de la Droite (1984)
- L'Étoile rouge de David : Les juifs communistes en France (2002)
- Le Nom et la Peau (2004)
- La femme proscrite qui m'a sauvé la vie (2014)

## Audiogramas
- Musée d’art de d’histoire du Judaïsme
- Le témoin du vendredi : Jacques Frémontier, réalisateur historique et blogueur octogénaire (2019)